# Zygothrica kokodana
Zygothrica kokodana är en tvåvingeart som beskrevs av David Grimaldi 1990. Zygothrica kokodana ingår i släktet Zygothrica och familjen daggflugor. Inga underarter finns listade i Catalogue of Life.